# غمدره (مقاطعة دهغلان)
غمدره (بالفارسية: گمدره) هي قرية تقع في قسم ايلان الشمالي الريفي (مقاطعة دهغلان) في إيران. يقدر عدد سكانها بـ 60 نسمة بحسب إحصاء 2016.